# Pompeia Plotina
Pompeia Plotina (m. 121 - 122) (en llatí Pompeia Plotina) va ser l'esposa de Trajà, amb qui es va casar molt abans del seu ascens al tron imperial.
Va acompanyar a l'emperador quan aquest va fer la seva entrada triomfal a Roma. Va ser una emperadriu que va afegir les seves virtuts a les de Trajà (modèstia i noblesa d'esperit), car era amable, intel·lectual i benèvola.